# Aurelio Monteagudo
Aurelio Faustino Monteagudo Cintra (Caibarién, Cuba, 19 de noviembre de 1943-Altagracia de Orituco, Venezuela, 10 de noviembre de 1990) apodado "Monty", fue un lanzador venezolano de origen cubano que jugó en las Grandes Ligas. Era hijo del ex grandes ligas cubano René Monteagudo.

## Carrera
Monteagudo nació en Caibarién, Provincia de Clara de la Villa, Cuba. Se muda a Venezuela después de que Fidel Castro llegara al poder en Cuba.
Con 19 años siendo un novato, Monteagudo hizo su debut en Grandes Ligas  con los  Atléticos de Kansas City el 1 de septiembre de 1963.  Después de más de tres temporadas con Kansas City,  fue transferido a los Houston Astros el 17 de mayo de 1966. Antes, en octubre de 1965, recibe la ciudadanía venezolana. Entonces, Monteagudo jugó en la zafra 1966 con una nacionalidad nueva.  Aurelio y su papá René Monteagudo que jugó con los Senadores de Washington y Phillies de Philadelphia entre 1938 a 1945, aparecen en la lista de cubanos que han jugado en Grandes Ligas. 
En siete temporadas, Monteagudo dejó un registro 3–7 con 58 ponches, una efectividad de 5.05 entradas, cuatro salvados, y 132 entradas en 72 juegos (65 como relevista). Jugó su último juego de Grandes Ligas el 28 de septiembre de 1973.
Jugó 20 temporadas en la Liga Venezolana de Béisbol Profesional con cinco equipos: Leones del Caracas (1963-68), Navegantes del Magallanes (1968), Tiburones de La Guaira (1968-74, 1976-82) y Llaneros de Portuguesa  (1975), dejando un registro de por vida de 79-81 con 897 ponches y una efectividad de 3.37. El 20 de diciembre de 1973, Monteagudo mantuvo un no hit no run a Cardenales de Lara en 8 entradas y dos tercios hasta que el cácher Faustino Zabala arruinó el no-hitter con un sencillo al jardín central.
Al mismo tiempo, Monteagudo jugó en la Liga Mexicana de Béisbol con los clubes Puebla, Coahuila, Aguascalientes y Veracruz. Él lanzó un juego sin hit contra Nuevo Laredo (19 de marzo de 1979) y lideró la liga en ponches una vez (222 en 1978). Después de retirarse en 1981, comenzó una carrera exitosa gestión en la liga.
Aurelio Monteagudo murió el 10 de noviembre de 1990, en un accidente de auto en Saltillo, México nueve días antes de su 47.º cumpleaños.
Su número 28 fue retirado de los Tiburones de La Guaira.
En 2009 fue exaltado al Salón de la fama y museo del béisbol venezolano